# BSS
Подсистема базовых станций (сокр. ПБС, англ. base station subsystem, BSS) — один из основных элементов системы подвижной радиотелефонной связи, ответственный за передачу голосового и сигнального трафика между мобильным терминалом абонента и подсистемой сети и коммутации, GSM core network. ПБС занимается кодировкой голосовых каналов, назначением радиоканалов телефонным терминалам, функциями пейджинга, контролем качества передачи данных, осуществляет приём и передачу сигналов в воздушной среде и выполняет множество других задач, связанных с функционированием сети.

## Базовая станция

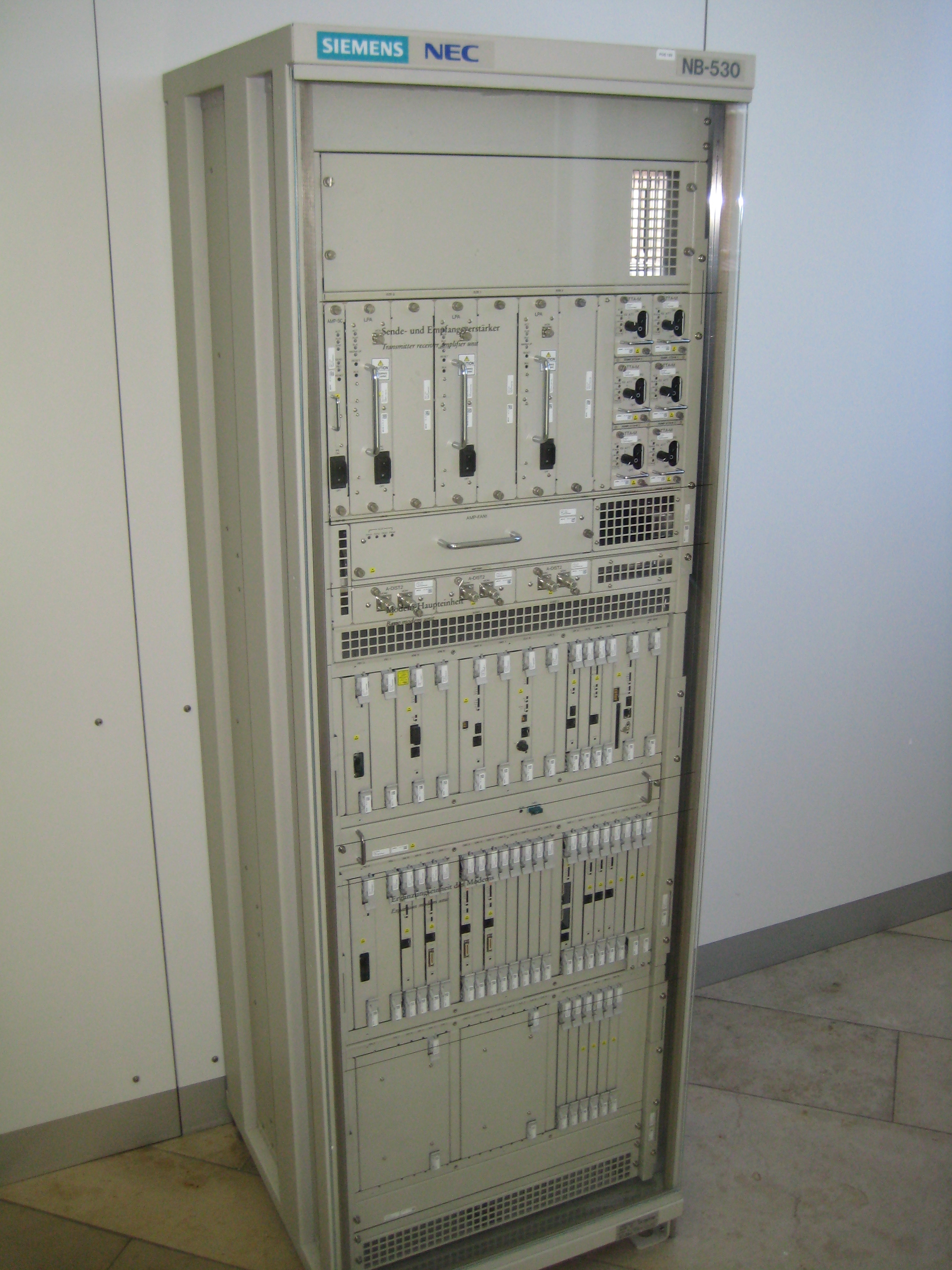
Аппаратная часть базовой станции стандарта GSM, выставлена в Немецком музее

Базовая станция (БС, англ. base transceiver station, BTS) включает в себя приёмо-передающие антенные устройства, оборудование для ретрансляции радиосигнала (Трансивер), блоки шифрования данных. БС обслуживает отдельный участок сети с помощью нескольких нацеленных в различные участки сектора трансиверов (TRX), осуществляющих вещание на разных частотах.
Работой базовой станции управляет контроллер базовой станции (КБС, англ. base station controller, BSC) посредством функционального блока управления базовой станцией (англ. Base Station Control Function, BCF), который может быть выполнен как отдельный элемент, или же как составная часть трансивера. Этот блок связан посредством служб управления и эксплуатации (англ. Operations and Maintenance, O&M) с системой управления сети (англ. Network Management System, NMS), и контролирует состояние каждого трансивера с помощью библиотеки команд.
Сумма функций БС зависит от набора технологий, закладываемых производителем. Минимальным набором является приём сигнала мобильного терминала из воздушной среды распространения сигнала, его конвертирование в формат среды распространения сигнала Abis, в которой базируется технология временного разделения каналов TDMA, и последующая маршрутизация полученных данных по направлению к Контроллеру БС. Кроме того, дополнительные функции БС могут подвергать данные предварительной обработке, генерировать отчёты и равномерно распределять нагрузку на системные компоненты. Преимущество этого метода заключается в экономии ценного пространства среды распространения сигнала Abis.
Базовые станции оснащены оборудованием, способным модулировать сигналы физического уровня среды передачи информации; поколение 2G+ сотовых сетей использует в своей работе типовую модуляцию GMSK, функции в сетях EDGE требуют осуществления дополнительных модуляций по алгоритму 8-PSK.

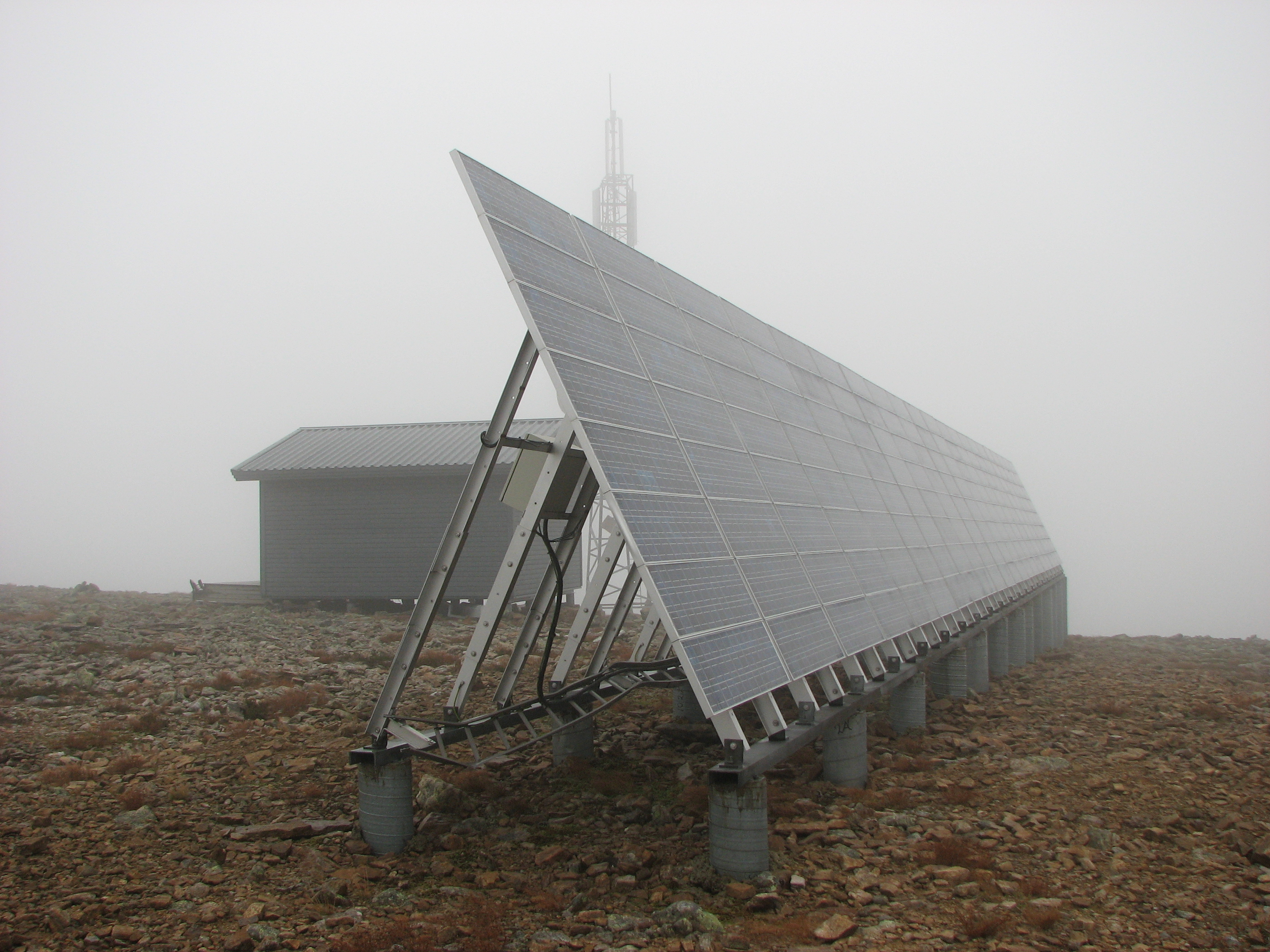
Базовая станция стандарта GSM с солнечной батареей. Финляндия

Антенные сумматоры, комбинаторы направляют нагрузку на одну антенну от нескольких отдельных трансиверов, при этом степень сжатия зависит от комбинируемого числа. Один сумматор может поддерживать до восьми трансиверов.
Использование чередования несущей частоты, FHSS, часто применяется для повышения производительности базовых станций и ёмкости сети; метод подразумевает собой ускоренное чередование нагрузки между несколькими трансиверами. Между трансиверами и мобильными терминалами сектора идёт обмен различными последовательностями, и их быстрое чередование позволяет осуществлять постоянное нахождение в одном секторе мобильных терминалов, использующих разную несущую.
Принципы работы трансиверов построены в соответствии со стандартами технологии GSM, которые подразумевают использование восьми временных каналов TDMA. Трансиверы могут увеличить нагрузку на эту ёмкость путём вещания дополнительных услуг БС, которые позволяют мобильным терминалам идентифицировать сеть и получать туда доступ. Этот служебный трафик передаётся по каналу BCCH (Broadcast Control Channel).

## Выделение секторов, Sectorisation
Использование узконаправленных антенн на базовых станциях делает возможным выделение нескольких секторов в пределах одной соты. Ширина диаграммы направленности таких антенн варьируется в пределах от 65° до 85°. Это условие позволяет повысить ёмкость сети (на каждой частоте может одновременно работать до восьми голосовых каналов), однако получить все преимущества этой технологии мешает явление интерференции волн, что заставляет выделять в каждом направлении лишь ограниченное число рабочих частот. Типовым является использование в одном секторе двух антенн при условии наличия не менее десяти диапазонов рабочих частот. Это позволяет операторам связи преодолеть эффект затухания сигнала, являющегося следствием таких физических явлений, как, например, многолучевой приём, а усиление сигнала на выходе антенны позволяет поддерживать баланс между уровнем входящего и исходящих сигналов.

## Контроллер базовых станций BSC
Контроллер базовых станций (BSC) служит для управления и обмена данными группы базовых станций, при этом число элементов группы может варьироваться от 10 до 100. Этот блок руководит процессом назначения радиоканалов, принимает контрольную информацию от телефонных терминалов, контролирует процесс передачи данных от одной БС до другой (в случае, если обе БС подчиняются данному контроллеру, соединения с БС других контроллеров осуществляет подсистема сети и коммутации MSC. Ключевой функцией контроллера является концентрация: преобразование различных потоков низкой ёмкости (и относительно низким сжатием) из базовых станций в гораздо меньшие по объёму схожие цифровые потоки путём большего сжатия данных, и направить их в подсистему сети и коммутации MSC. В конечном итоге, типовая структура сотовой сети представляет собой распределённую сеть контроллеров БС, окружённых базовыми станциями и объединённых в крупные сайты под контролем коммутаторов MSC.
Несомненно, что функции контроллера нельзя свести только к управлению базовыми станциями. Развитие технологий позволяет разработчикам оборудования превращать этот элемент в полноценный коммутационный центр, связанный посредством системы сигнализации ОКС № 7 с центром коммутации сотовой подвижной связи, а для соединения с Интернет — с подсистемой GPRS. Функция обмена данными с Подсистемой Поддержки (Operation Support Subsystem, OSS) делает этот элемент незаменимым при осуществлении мониторинга состояния сети.
Большинство контроллеров, построенных с использованием архитектуры распределения вычислений, позволяющей сохранять устойчивость при большом количестве некорректно работающих элементов, гарантируют работоспособность порой в самых критических условиях.
База данных обо всех сайтах сети, информация о рабочих частотах, списки переменных несущих, уровни мощности оборудования, карта охвата территории — всё это хранится в памяти контроллера базовых станций. Эта информация является незаменимой при планировании, строительстве и эксплуатации сети, помогая контролировать уровень распространения сигнала и передачу трафика.

## Транскодер
Несмотря на то, что транскодирование (уплотнение и обратное разуплотнение потока данных) является типовой функцией контроллера, некоторые производители коммуникационного оборудование предлагают это решение в качестве отдельного элемента сети со своим собственным интерфейсом. Более функциональную модель этого блока можно встретить под названием TRAU (Transcoder and Rate Adaptation Unit). Его функция заключается в конвертировании голосовых данных между форматами GSM (RPE-LPC) и более ранним PCM (рекомендация Консультативного комитета по связи и телеграфии под номером G.711). Скорость одного потока в этих форматах различна (для PCM это 64 кбит/с, для GSM — 13 кбит/с), потому этот элемент сети также выполняет функцию задержки, что позволяет производить перекодировку восьмибитных пакетов PCM в блоки GSM длительностью в 20 мс, сжимать голосовые каналы из 64-килобитных, распространяющихся по каналам связи, в 13-килобитные, которые можно передавать через воздушную среду. Некоторые сети используют сжатие 32 кбит/с по технологии ADPCM вместо 64-килобитной PCM, и в данном случае TRAU также выполняет конвертирование.
Так или иначе, в архитектуре таких производителей телекоммуникационного оборудования, как Siemens и Nokia, транскодер является отдельно опознаваемой независимой подсистемой, которая может быть легко интегрирована с ЦК СПС, а Ericsson в некоторых своих решениях делает эти элементы даже более взаимосвязанными, чем ЦК СПС и КБС: это позволяет снизить объём служебного трафика.

## Блок управления пакетами
Блок управления пакетами (англ. Packet Control Unit, PCU) является более поздним добавлением в стандарт GSM. Он выполняет часть функций, схожих с задачами контролера базовых станций, но для сети передачи данных. Распределение каналов между передачей данных и голосовыми данными относится к компетенции базовых станций, но как только канал передачи данных назначен — он переходит под контроль PCU.
Этот блок может размещаться как на площади базовой станции, так и внутри КБС, в настоящий момент имеются решения с размещением этого блока в пределах подсистемы управления GPRS.